# Dub zubatý
Dub zubatý (Quercus dentata) je opadavý strom dorůstající výšky 25 metrů. Pochází z Asie a v Česku je občas pěstován jako okrasná dřevina, nápadná poměrně velkými listy s krátkými řapíky.

## Charakteristika
Dub zubatý je opadavý strom dorůstající výšky 25 metrů. Koruna je kulovitá. Borka je tlustá, hluboce brázditá. Letorosty jsou silné, brázdité, hustě plstnaté žlutošedými hvězdovitými chlupy. Listy jsou obvejčité, se zaoblenou bází a zvlněným až chobotnatě laločnatým okrajem. Čepel listů je 10 až 30 cm dlouhá, na líci tmavě zelená a pýřitá nebo olysalá, na rubu hustě šedohnědě plstnatá hvězdovitými chlupy. Žilnatina je tvořena (4) 8 až 12 páry postranních žilek. Řapík je jen 2 až 5 mm dlouhý. Žaludy jsou jednotlivé, vejcovité, 15 až 23 mm dlouhé, do 1/2 až 2/3 kryté číškou s horními šupinami šídlovitě protaženými a nápadně odstávajícími.

## Rozšíření
Dub zubatý pochází z Číny, Japonska, Koreje a Mandžuska, kde roste ve smíšených lesích v nadmořských výškách od 100 do 2700 metrů. V oblastech společného výskytu se kříží s jinými duby, např. s dubem mongolským (Quercus mongolica) a dubem Quercus aliena.

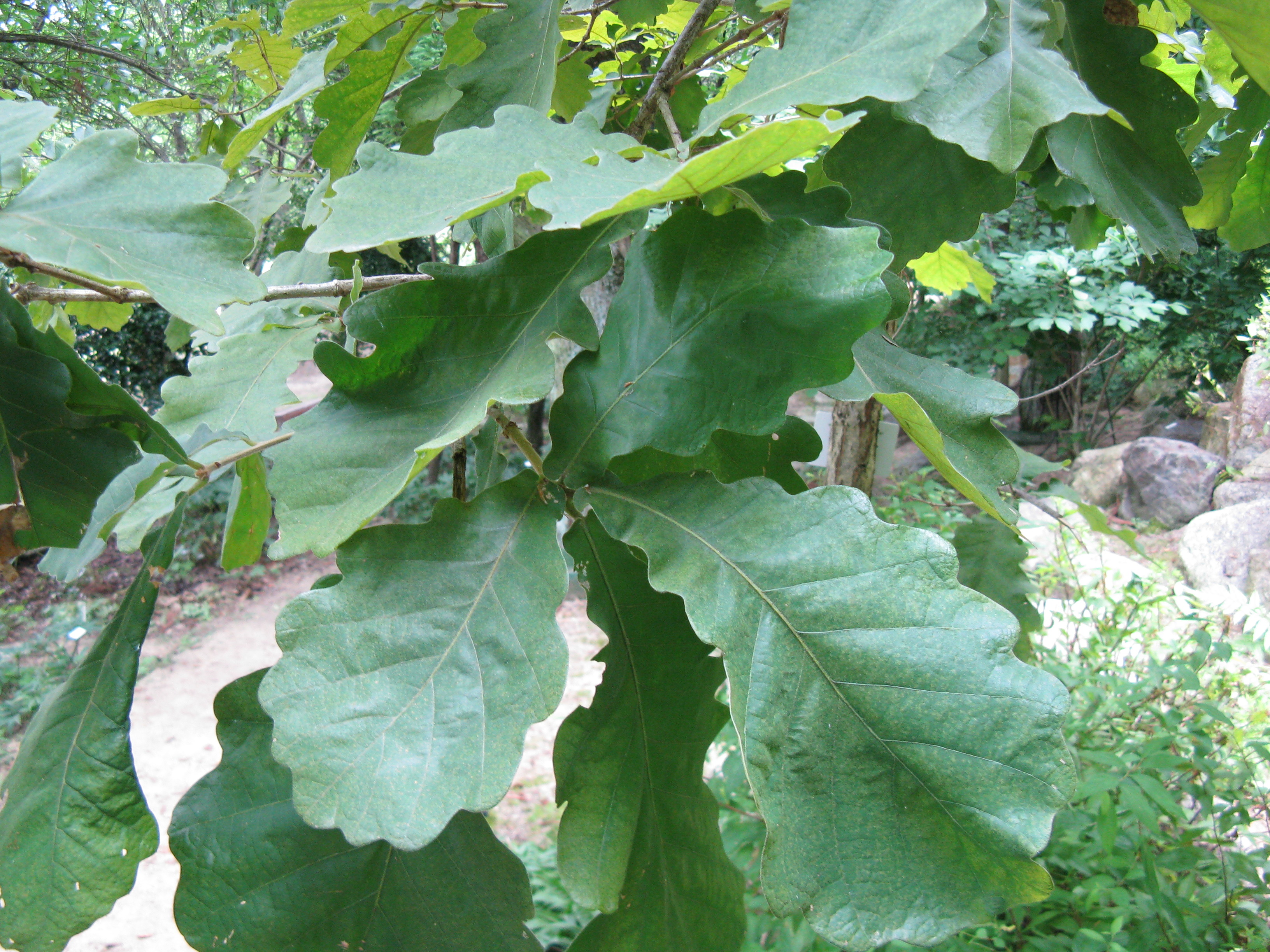
Větévka dubu zubatého
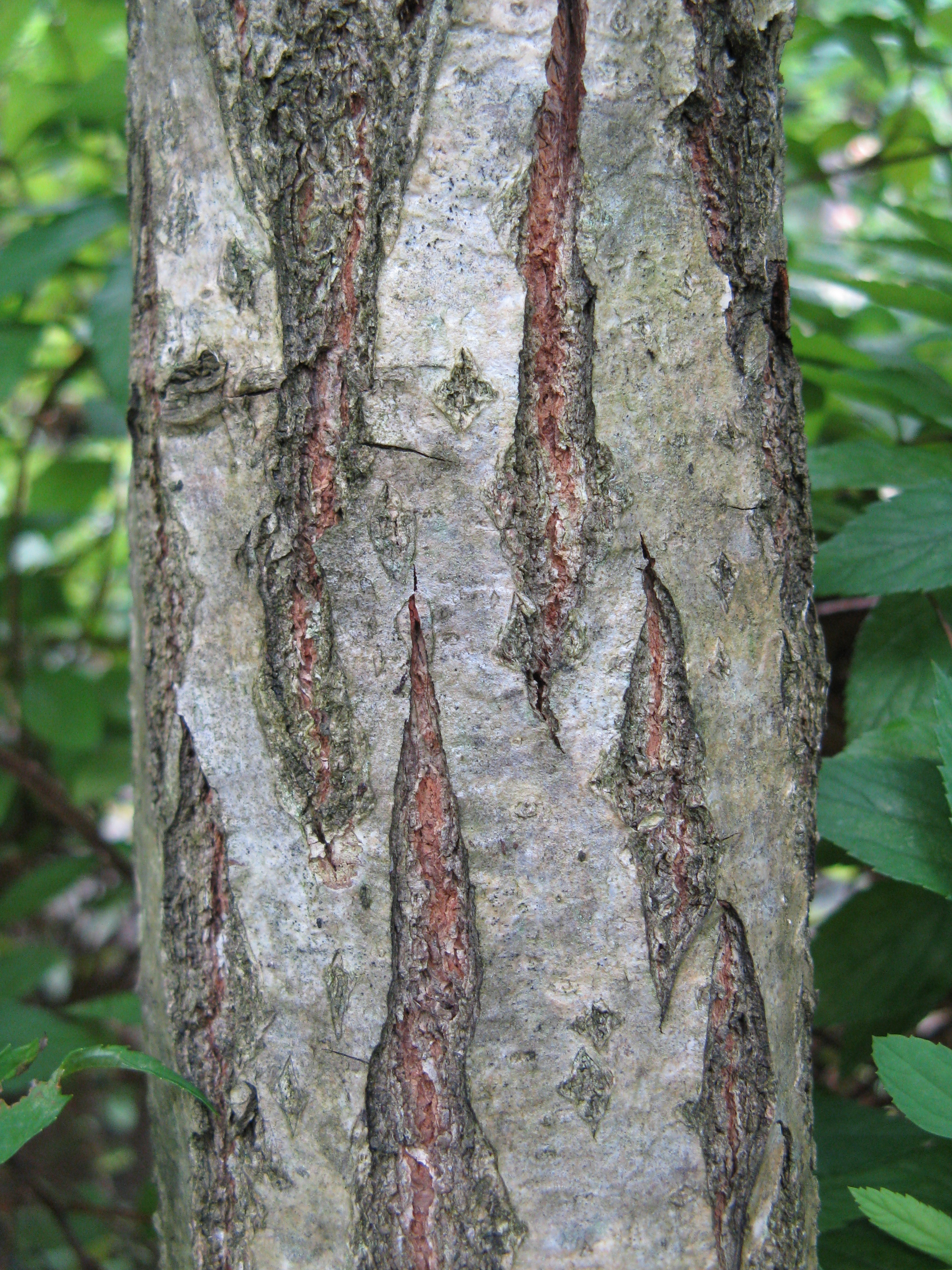
Kmen dubu zubatého
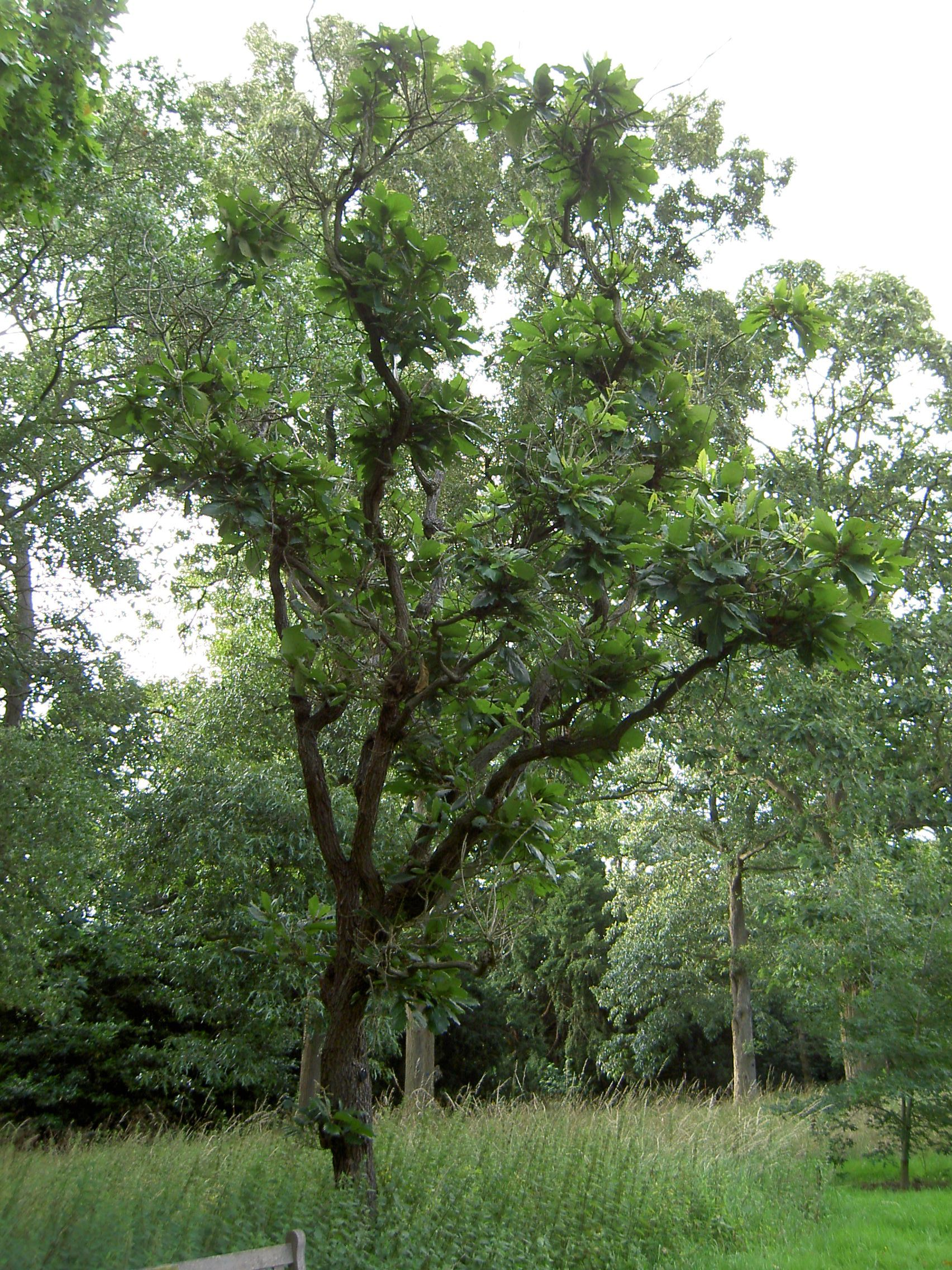
Dub zubatý - celkový pohled

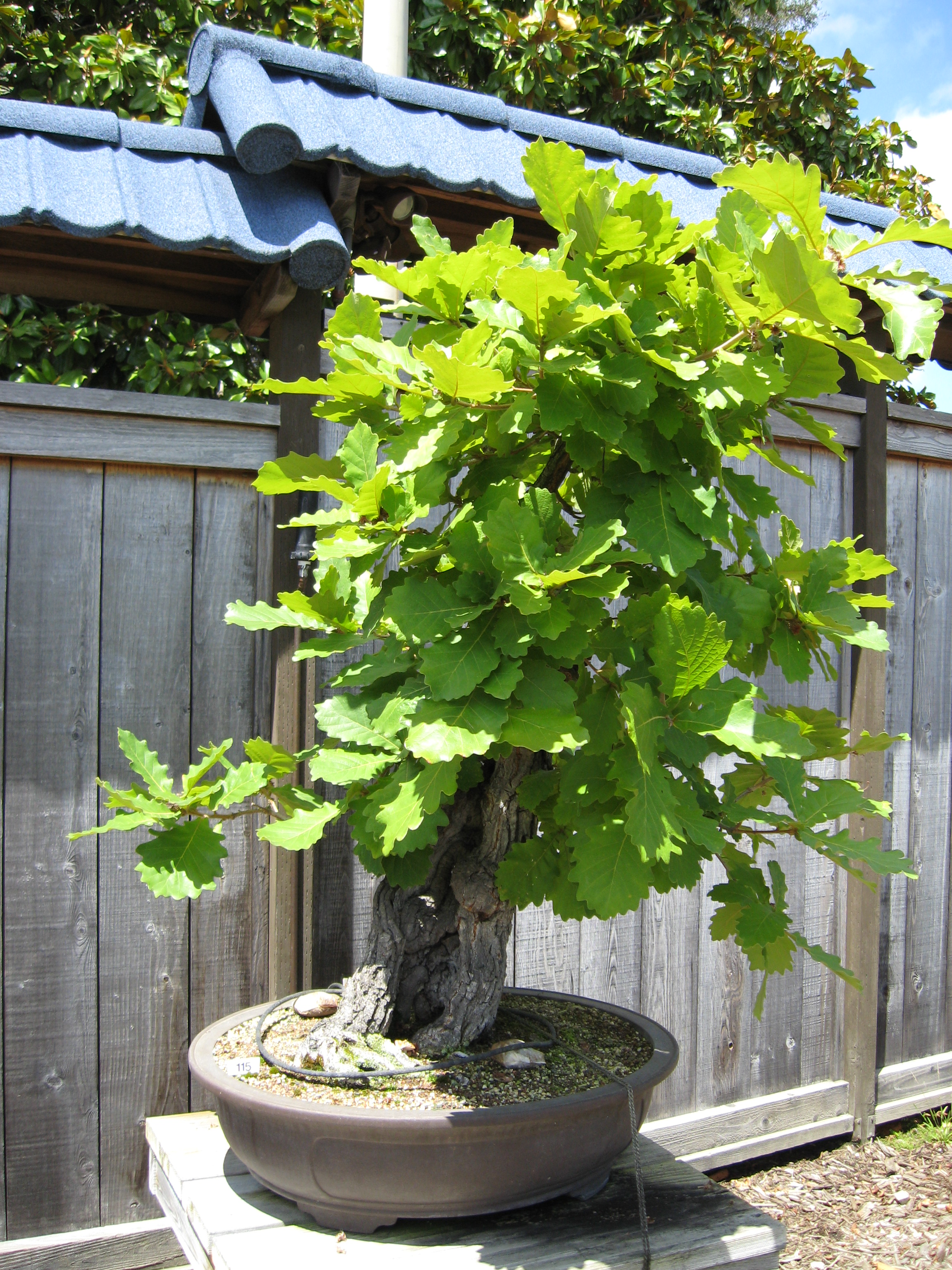
Dub zubatý jako bonsai

## Význam
Dub zubatý je nápadný poměrně velkými listy. Jako okrasná dřevina je v Česku pěstován poměrně zřídka. Je to pomalu rostoucí dub vyhledávající kyselé půdy a citlivý na jarní mrazy. Byl introdukován do Evropy v roce 1830. Je udáván např. z Dendrologické zahrady v Průhonicích, Arboreta Žampach a Pražské botanické zahrady v Tróji, pěstován je také v Botanické zahradě a arboretu MU v Brně. Kultivar 'Pinnatifida' je nápadný listy s hluboce prořezanými úzkými laloky.